# Standard Marine Communication Phrases
Standard Marine Communication Phrases (SMCP; em português: Frases Padrão de Comunicação Marítima) são um conjunto de frases-chave na língua inglesa (que é a língua internacionalmente reconhecida para a navegação), apoiadas pela comunidade internacional para uso no mar e desenvolvidas pela Organização Marítima Internacional (OMI). Elas têm como objetivo explicar: 1) frases de comunicação externa – comunicação navio a navio e navio a terra, 2) frases de comunicação a bordo – comunicação dentro do navio.

## Contexto
As SMCP foram adotadas pela 22.ª Assembleia da OMI em novembro de 2001, por meio de uma resolução que também promoveu a ampla disseminação das SMCP para todos os usuários potenciais e todas as autoridades de educação marítima.
As SMCP inclui frases que foram desenvolvidas para cobrir os campos mais importantes relacionados à segurança, como comunicação da terra para o navio (e vice-versa), navio para navio e comunicação a bordo. O objetivo é reduzir o problema das barreiras linguísticas no mar e evitar mal-entendidos que possam causar acidentes.

## Exemplos
- Para descrever um navio abandonado e sem tripulação flutuando à deriva, as SMCP dão a frase correta como: "unlit derelict vessel adrift in vicinity (data, hora e posição, se conhecidas)",[2] que significa: "embarcação abandonada e sem iluminação à deriva nas proximidades".
- Ficar preso no gelo e pedir ajuda: "I am fast in ice. I require assistance."[2] (Estou preso no gelo. Preciso de ajuda).[2]
- Danos ao navio por gelo: "I have developed stability problems, heavy icing. Request icebreaker assistance."[2] (Desenvolvi problemas de estabilidade, formação intensa de gelo. Solicito assistência de quebra-gelo).
- O navio está afundando: "I am sinking. Please proceed to my assistance. What is your ETA at our distress position?"[2] (Estou afundando. Por favor, prossiga para me ajudar. Qual é a sua previsão de chegada em nossa posição de socorro?).